# 小田急山のホテル
山のホテル（やまのホテル、Hotel de Yama）は、神奈川県箱根町元箱根にある、小田急グループ（小田急リゾーツ）のホテルである。

## 概要
箱根神社の西隣で、芦ノ湖を南に臨む湖畔にあり、全客室が芦ノ湖に面している。敷地は、1911年（明治44年）に建てられた岩崎小弥太の別邸（別荘）跡で、諸橋轍次が「見南山荘」と名付けた石碑が残る。なお、現在の建屋は1978年に建て替えられたものである。岩崎は訪欧時にスイスの美しい高原風景に魅せられて箱根を「日本のスイス」にしたいと考え別邸を置き、三代目である現在のホテル建物も「レマン湖のほとりにある古城」をイメージして設計されている。
敷地内には、約15万平方メートルの庭園があり、岩崎が力を入れて収集した30種約3,000株のツツジや300株のシャクナゲが植えられている。また、2002年には閉園となった、小田急グループの向ヶ丘遊園からバラも移植された。

## 沿革

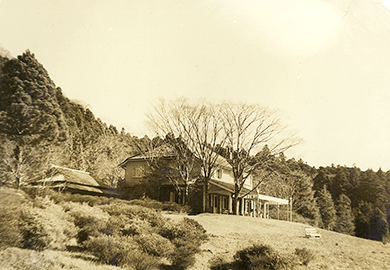
1948年（昭和23年）当時の建屋

（特記のない限り、小田急リゾーツ公式サイト内「山のホテルの歴史」による）
- 1911年（明治44年）7月 - 箱根町元箱根に木造で岩崎小弥太の別邸が竣工。当時の敷地面積は10万坪 [3]（約33万平方メートル）。
- 1912年（明治45年）1月 - 火災で焼失。
- 1913年（大正2年）9月 - ジョサイア・コンドルの設計で石造り2階建の洋館を再建。建物面積は約160平方メートル。
- 1923年（大正12年）9月 – 関東大震災により建物が崩壊。
- 1924年（大正13年）- コンドル設計をほぼ復元する形で木造の建屋を再建する。
- 1943年（昭和17年）2月 - 敷地の半分以上（約20,000平方メートル[7]）を成蹊学園に譲渡。譲渡面積は。
- 1947年（昭和22年）- 運営主体である国際観光株式会社（現在の小田急リゾーツ）が設立。
- 1948年（昭和23年）6月1日 - ホテル開業。
- 1955年（昭和30年）- 小田急グループ傘下となる。
- 1958年（昭和33年）- 本館改築工事を行い、定期観光客用のレストハウスが竣工。
- 1978年（昭和53年）5月1日 - 6か月間の建て替え工事を行い、営業再開。現在の建物の形となる[8]。
- 2002年（平成14年）- 旧向ヶ丘遊園からバラ500本を庭園に移植。
- 2004年（平成16年）4月1日 - 新宿駅西口から御殿場駅や桃源台駅を経由する小田急箱根高速バス（現・小田急ハイウェイバス）の直通バスが運行開始[9][10]。
- 2006年（平成18年）- 1階の客室を改装し、リラクゼーション施設「スパ・モンターニュ・バイ・デイスパ」を開業[11]。
- 2011年（平成23年）- プリンスホテル傘下であるザ・プリンス箱根（当時）との提携連泊プランを期間限定で発売[12]。
- 2015年（平成27年）4月21日 - 客室等を改装し、リニューアルオープン[1]。

## ギャラリー

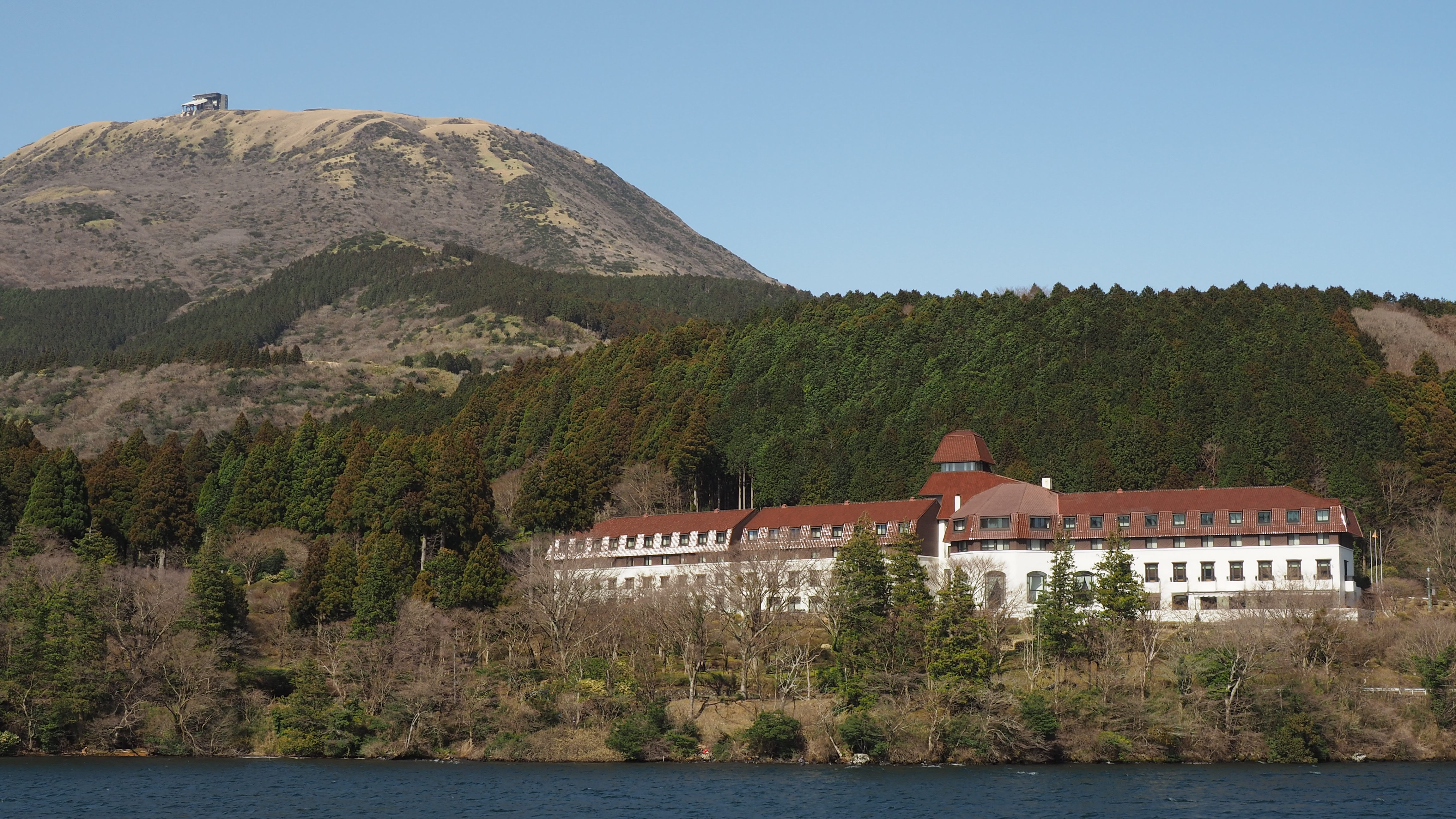
山のホテルと芦ノ湖、箱根駒ヶ岳
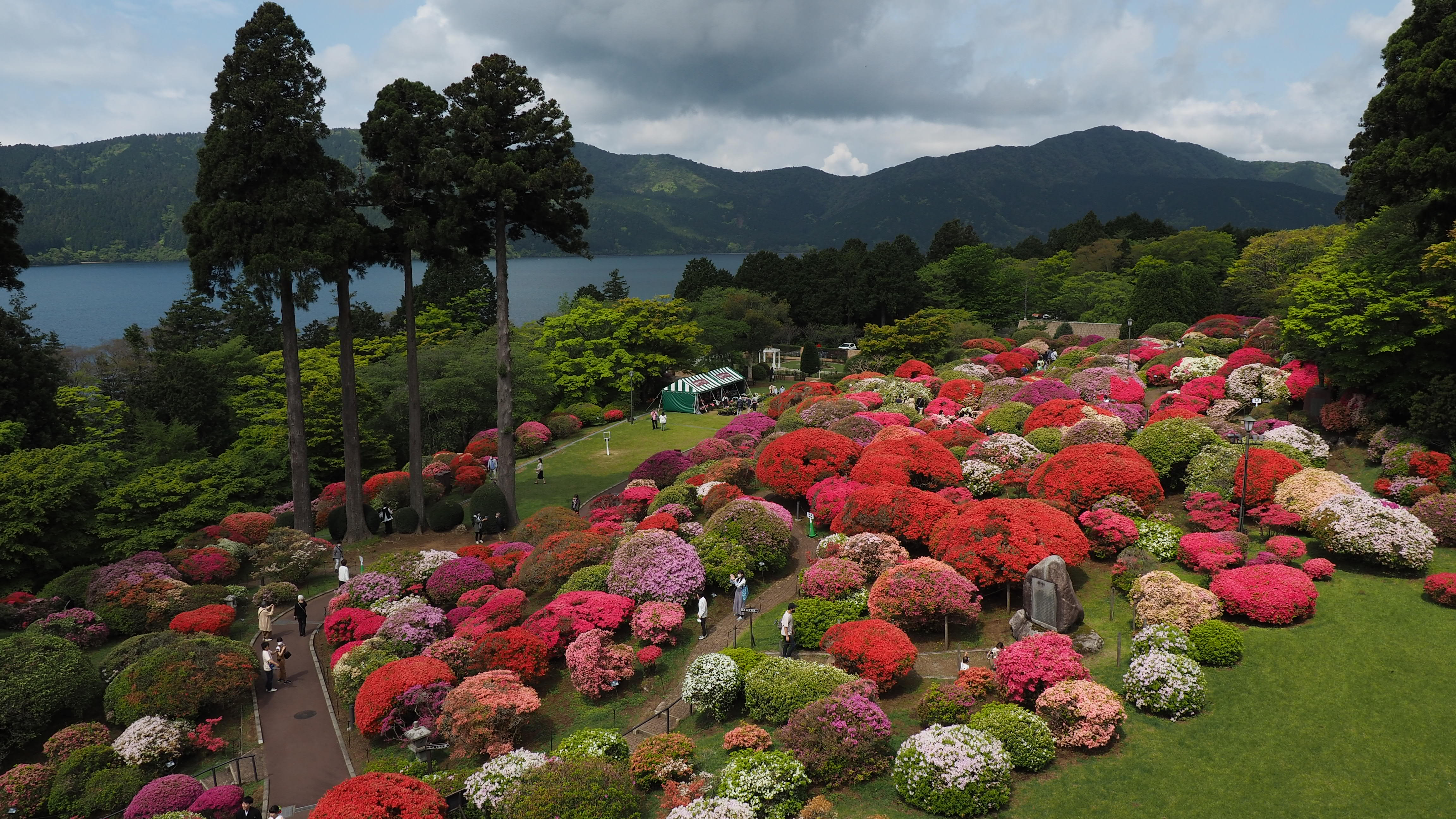
ツツジ園と芦ノ湖
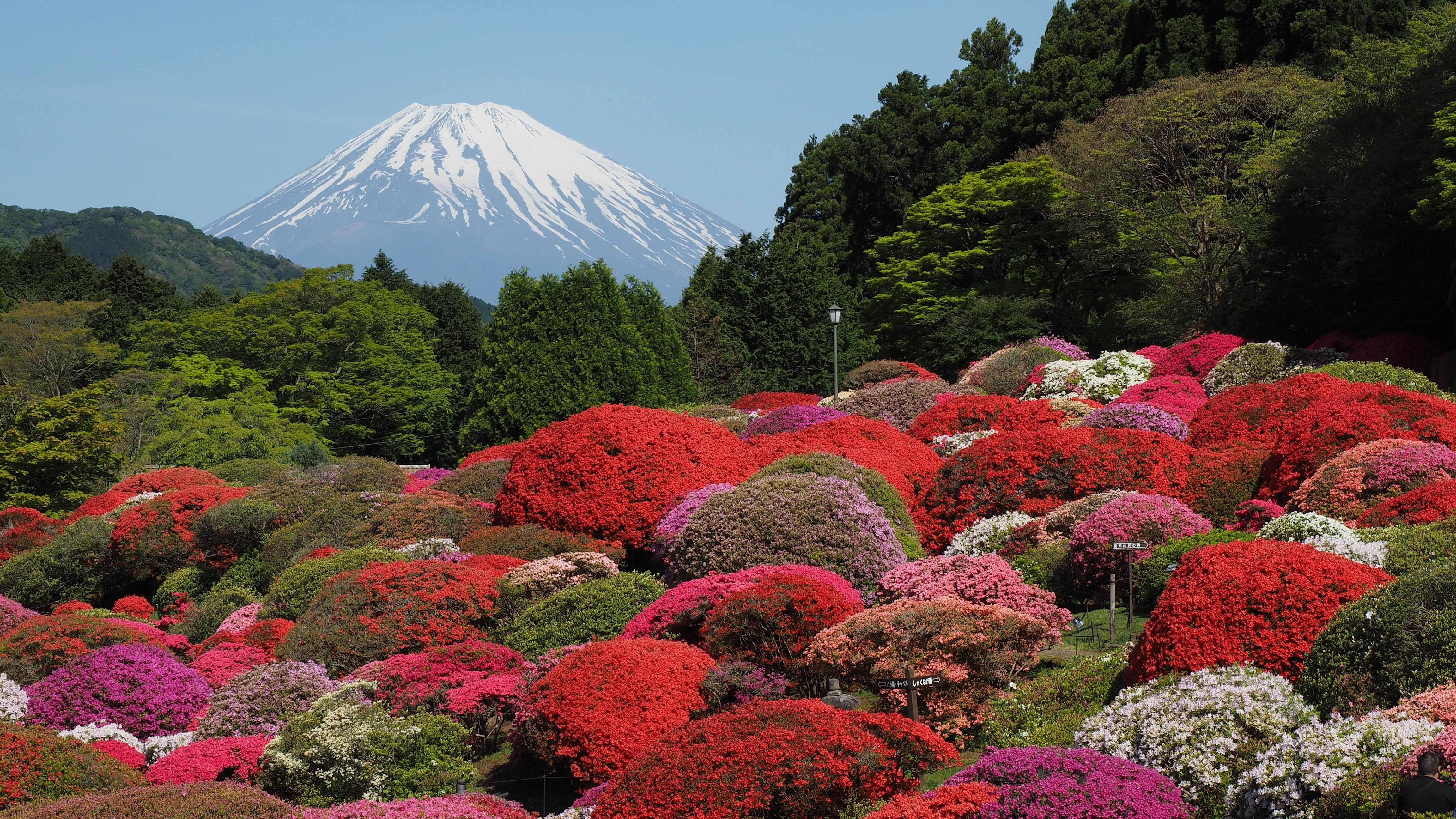
ツツジ園と富士山